# مشتمل أخضر حرج
المشتملات الخضراء الحرجة والمعروفة أيضًا باسم مشتملات العدلات الخضراء وبشكل غير رسمي تسمَّى بلورات الموت (بالإنجليزية: Critical green inclusion)‏ هي مشتملات سيتوبلازمية زرقاء مخضرَّة غير متبلورة توجد في العدلات وأحيانًا في الوحيدات، تظهر بألوان زاهية وأيضًا قابلة للانكسار عند تلوينها بصبغة رايت- جيمزا، توجد هذه المشتملات بشكل شائع في المرضى الذين يعانون من أمراض حرجة، وخاصة أولئك الذين يعانون من أمراض الكبد، ويرتبط وجودهم على لطاخة الدم المحيطية بارتفاع معدل الوفيات على المدى القصير.

## الأهمية السريرية
تعتبر المشتملات الخضراء الحرجة نتيجة نادرة، وعندما يتم العثور عليها تشير إلى سوء التشخيص، وبالتالي بلورات الموت هو المصطلح العامِّي لها نتيجة لما تسببه، وجدت مراجعة عام 2018 أن 56% من المرضى ماتوا بعد فترة وجيزة من تحديد هذه المشتملات لأول مرة (عادة في غضون أسبوعين)، ومع ذلك فإن المشتملات الخضراء الحرجة ذات فائدة محدودة للتنبؤ بالوفيات، لأنها عادة ما توجد في المرضى المصابين بأمراض شديدة والذين يكون تشخيصهم السيء واضحًا بالفعل لأسباب أخرى بحلول الوقت الذي يتم فيه اكتشاف البلورات.
وترتبط هذه المشتملات بقوة مع تلف أنسجة الكبد في معظم الأحيان، حيث توجد بكثرة في حالات الالتهاب الكبدي الناجم عن نقص التأكسج ونقص التروية، وقد لوحظت بعد عملية زرع الكبد غير المعقدة، كما أنها مرتبطة بالحماض اللاكتيكي.

## التكوين
لم يُفهم تركيب هذه المشتملات بشكل جيد، ولكن أظهر الفحص المجهري الإلكتروني أنها غنية بالدهون وربما تتعلق بالليبوفوسين، حيث أظهر الفحص المجهري لأنسجة الكبد في المرضى الذين يعانون من مشتملات خضراء حرجة ترسبًا بارزًا لليبوفوسين، مما يشير إلى أن مشتملات خلايا الدم البيضاء تمثل البلعمة من هذه المادة (الليبوفوسين) بعد إصابة شديدة للكبد.

## روابط خارجية
- صور الشوائب الخضراء الحرجة في بنك صور الجمعية الأمريكية لأمراض الدم